# Le Pélican (Strindberg)
Pour les articles homonymes, voir Le Pélican.
Le Pélican (Pelikanen) est une pièce de théâtre d'August Strindberg écrite en suédois et jouée pour la première fois le 26 novembre 1907. 

## Personnages
- La mère
- Le fils, Fredrick
- La fille, Gerda
- Le gendre, Axel
- La bonne